# Mafia: The City of Lost Heaven
『Mafia: The City of Lost Heaven』（通称:マフィア）は、チェコ共和国のゲーム製作会社イリュージョン・ソフトワークスが開発し、Gathering of Developersより発売されたコンピュータゲーム。2002年8月27日にMicrosoft Windows版、2004年にプレイステーション2、Xboxが発売された。日本語版はPC版がズーより2003年2月14日に発売された。
2020年にはリメイク版となる『マフィア コンプリート・エディション』(原題は"Mafia: Definitive Edition"、Mafia:DE)が発売された(後述)。

## 概要
1930年代アメリカの禁酒法時代を背景に、タクシー運転手であった主人公トミーがマフィア組織の中で成り上がっていくストーリーである。1930年代のシカゴの街をイメージした架空の都市ロストヘブンとしてひとつの都市がリアルに再現されており面積は12マイルある。重厚なストーリーなどで評価は高い。反面、戦闘の難易度が高い、クイックセーブができない（場面ごとのセーブのみ）、バグが多いなど、システム面の欠陥に対する批判も少なくない。
比較的同類のゲームグランド・セフト・オートシリーズとよく引き合いに出される作品であるが、キャラクターや車両の挙動、車、武器などのモデリングが30年代当時を忠実に再現しているため、それと比べてかなり渋い設定となっている。また、武器を携帯して街中を歩いたり、スピード違反や信号無視など交通法規を無視した走行を行っている状態で警察官に発見されると追跡・逮捕される場合があるため、気軽に違法行為をすることができない（ただし、軽度の違反なら罰金を払えば逮捕はされないほか、警察官全員に連絡がなされるまでにその警察官を殺害することで追跡を回避することはできる）。

## サウンドトラック
BGMはスウィングジャズやブルースなどで、当時の雰囲気を醸し出すような楽曲が数多く用いられている。演奏はジャンゴ・ラインハルトやロニー・ジョンソン、ミルス・ブラザーズなど実在したミュージシャンによるものである。

## 登場人物

### サリエリ・ファミリー
トーマス・"トミー"・アンジェロ（Thomas "Tommy" Angelo）
声 - Michael Sorvino
トーマス・アンジェロ（1900年-1951年）、通称トミーまたはトムは、本作の主人公である。シチリア島メッシーナ近郊の質素な農家に生まれた。7歳の時に両親と共にアメリカへ移住し、ロストヘヴンに定住する。物語の冒頭である1930年の秋、彼は普通のタクシー運転手であったが、地元マフィアのボスの二人のギャングを、モレッロ一家の暗殺者から逃がすために救うことを余儀なくされる。しかし、トミーは追跡者に発見され、自身を守るためやむなくサリエリ一家に加わることになる。最初はためらいがあったものの、やがて組織に溶け込み、ますます難しい任務を任され、最終的にはドンの右腕となる。
任務の際、通常は救出した当初のギャングであるポーリーとサムが同行する。やがて命を脅かす危険な裏取引を知ったトミーは、警察に自首することを決意し、探偵に全てを話す。二人はカフェに座って会話を交わし、ゲーム内の任務はその会話のフラッシュバックとして描かれる。ゲームの終盤でトミーは多額の金と新しい身分を手に入れ、家族と共にヨーロッパへ移住する。戦後、アメリカに戻るが、国の反対側に身を移し、追手であるマフィアから逃れつつ、警察の保護下に置かれる。しかし、最終的には1951年9月25日、エンパイア・ベイにてジョー・バルバロとヴィト・スカレッタによって命を奪われるという悲劇的な結末を迎える（『マフィアII』）。
死の間際、トミーは自らの人生を振り返る。マフィアの世界で得た権力や富、地位は儚く、真の幸福をもたらさなかったことを認識する。愛した人々や裏切った人々を思い、暴力や犯罪に比べて本物の絆の価値を理解する。犯した罪にもかかわらず、心の奥底には人間性への自覚が残り、危険にさらされた者を守ろうとする思い、そして自らの行動に責任を持つことの重要性を抱いている。この最後の瞬間は、トミーの成熟を示しており、選択の代償を払いつつも、人生、友情、そして存在の意味について深い洞察を示している。
ドン・エンニオ・サリエリ（Don Ennio Salieri）
声 - ジョージ・ディセンゾ
サリエリ・ファミリーのボス。シチリアの出身で、人情深く、ファミリーの皆から尊敬されている。しかし、「マフィア」らしく裏切り者には容赦せず、欲しいものはどのような手段を用いても手に入れる冷酷かつ強欲な一面もある。街での勢力拡大のための任務をトミーに与える。
自身のバー「Salieri's Bar」を経営しており、ここに自身のファミリーの事務所がある。自分では「グルメではない」と否定しているが、料理や酒の味にはなかなかうるさいらしく、同じシチリア出身のペペというシェフのレストランで食事するのが何よりも楽しみであるようだ。
リメイク版ではオリジナル版よりも残忍で狡猾な側面が描かれている。また後半で部下に指示するビジネスの商材が変更されており、それによってトミーとポーリーが彼ら独自のビジネスへと乗り出す流れが、より説得力のあるものになった。これは次で述べるポーリーのオリジナルからの変更との整合性もとられたものである。
ポーリー（Paulie）
声 - ウィリアム・デメオ
トミーの親友であり仕事仲間である。サリエリ・ファミリーの構成員。トミーをマフィアの世界に引き込んだ人物の一人でもある。主にファミリーの「暴力」を担当し、キレやすい性格と向こう見ずな行動で、とんでもないことをやらかすこともしばしば。自他共に認める享楽的な生き方をしているが、ストーリーが進むに連れそれを案じる言動も見せる。3人の中でもっとも小柄。
リメイク版では向こう見ずで享楽的な性分はオリジナル版と共通であるものの、物語序盤の時点で稼業に嫌気が差しており、ある出来事を切っ掛けに引退を目指すようになる。
サム（Sam）
声 - マット・サービット
トミーの親友であり仕事仲間である。サリエリ・ファミリーの幹部（カポ）。ポーリーの相棒で、3人揃って仕事をすることが多い。がっしりとした男だが無口。ファミリーへの忠誠は人一倍高く、どんな汚れ仕事でも冷徹にこなす。反面女好きで女遊びが激しい事を伺わせるセリフを度々聞ける。トミーをマフィアの世界に引き込んだ人物の一人でもある。
リメイク版では卑怯さが強調されている。
フランク・コルッティ（Frank Colletti）
声 - ダン・グリマルディ
サリエリ・ファミリーの顧問（コンシリエーリ）を務める物静かな紳士。主にファミリーの財政面とビジネスの法律面に関与する。サリエリの幼馴染であり親友。妻と娘がいる。マフィアのコンシリエーリではあるが、流血沙汰は好きではない。
ヴィンチェンツォ（Vincenzo）
声 - ジョン・トーメイ
サリエリ・ファミリーの武器を管理する。サリエリの幼馴染で、シチリアの出身。ミッション開始時に訪れると、トミーに武器一式を貸し出してくれる。また、甥がいる。
ラルフ（Ralph）
声 - ジェフ・ガーナー
サリエリ・ファミリーの車を管理する。吃音症。車の扱いにかけては天才的だが、他の事はまるで知らず満足に話すこともできない。車に関する話をする際は快活に話す。
トミーに車の窃盗技術を教えてくれるほか、その見本とした車をミッションのために貸してくれる。彼の友人として、ルーカス・バートーネがいる。
ルイージ（Luigi）
声 - ポール・スカナピエコ
サリエリのバーの料理長を務める。サラの父。
サリエリも認める良い味の料理を作るが、サリエリは先述のペペの料理のほうが美味いと評価しており、ペペと比べればまだまだのようだ。
サラ（Sarah）
声 - カーラ・ブオノ
ルイージの娘。よくバーを手伝いに来ていたが、その帰宅途中で暴漢に襲われかけ、トミーに救われる。
リメイク版では台詞や出番が大幅に増え、内助の功を発揮する良妻賢母としての顔と、自身の考えをしばしばトミーに語る様子が描かれた。主人公に大きな影響を与える人物としてオリジナル版より遥かに重要な存在になっており、彼女の言葉がトミーの考え方に変化をもたらし、トミーと共にラストカットにまで登場する。

### モレロ・ファミリー
ドン・モレロ（Don Morello）
声 - ジョン・ドーマン
モレロ・ファミリーのボス。サリエリとは対照的に、人々を暴力と恐怖によって服従させ、暴力的な手法で街での勢力拡大を狙い、サリエリ・ファミリーに敵対する。サリエリとは深い因縁がある。白いスーツを愛用している。
セルジオ・モレロ（Sergio Morello）
声 - Renaud Sebbane
モレロの弟。港湾労働組合を支配している。兄の右腕となってサリエリ・ファミリーと敵対する。やたらに悪運が強い。

### その他
ルーカス・バートーネ（Lucas Bertone）
声 - ジェフ・ガーナー
車の整備工場を営むイタリア系の男。ラルフの友人。トミーに色々な依頼を持ちかけ、その見返りに高級車の窃盗技術を教えてくれる。
イエロー・ピート（"Yellow" Pete）
声 - レイ・デマティス
映画館「ツイスター」の裏にある銃砲店の主人。街でいちばん歯が黄色く息が臭いために「イエロー」と呼ばれている。片腕を失っている。
ノーマン（Norman）
声 - デイヴィッド・オブライエン
ロストヘブン市警の刑事。職務と法と市民社会に忠実で、マフィアのような人種を毛嫌いしている。本編のストーリーは、トミーが自らの回想をノーマンに語っていく形式で進行する。
ヴィト・スカレッタ (Vito Scaletta)
声 - ビル・ビューエル
エピローグでトミーの転居先を訪問する人物。本作の続編であるマフィア IIの主人公。
発売当時はまだ続編の企画はなかったため、当初は名無しの人物であり造形や声優がマフィア IIとは異なっていた。後にマフィア IIが発売され、そのミッションの一つに本作のエピローグ部分をヴィトとジョー側から見たものがあったことで、話の流れとして訪問者がヴィトとジョーということに後から定まった。
リメイク版のエピローグではマフィア IIに準じた造形と声優になっており、台詞の字幕でも名前が「ヴィト」(Vito)と表記される。ただしトミーの考え方がオリジナルから変わっていることから、エピローグでの彼の態度もマフィア IIとは異なっており、より慇懃で儀式的なものになっている。
ジョー・バルバロ (Joe Barbaro)
ヴィトと共にトミーを訪問する人物。

## 乗り物

### 自動車
時代設定に合わせ1920年代～30年代の自動車が登場する。車種は実在の車種を参考にした架空のものとなっている。
本作はクライム・アクションゲームとしては乗り物のリアリティに拘ったのが特徴で、車の挙動が現実的で無理ができない他、ゲーム設定によりマニュアルトランスミッションが使えるなど、当世代のクライム・アクションゲームとの差別化が図られた。続編となるマフィア II、マフィア IIIではこれらがよりゲーム的なものとされ、マニュアルトランスミッションは無くなっている。

#### リメイク版
リメイク版ではオリジナルに近いものとなっており、マニュアルトランスミッションも復活した。またオリジナルには無かったオートバイも登場しており、これはマフィア・シリーズとしては初となる操縦可能な二輪車となった。一度乗った車はガレージに登録され、一部のミッションとフリーモードでは好きな車に乗ることができる。この際、車体色や内装色を選ぶことが可能で、好みの色合いでカスタマイズすることができる。

### その他の乗り物
作中では物語に応じて船舶、航空機、鉄道が登場するが、自ら操縦することはできない。オリジナル版ではプレイヤーが好きな時に旅客として高架鉄道に乗ることができた。

#### リメイク版
オリジナルにあった高架鉄道の利用機能はリメイク版では削除されており、通常は駅の階段は封鎖されており、主人公が高架鉄道に乗るのは特定のミッションのムービーシーンのみとなっている。
リメイク版において操縦可能な車両以外の乗り物としてモーターボートはあるのだが、これはグリッチ(裏技)によるものであり通常の遊び方の範囲ではない。川を往来するモーターボートに波止場から飛び移り、操縦者からボートを奪い取れば自動車と同じように操船できる。ボートで行ける範囲は限られており、それを超え海域に出ようとしたり或いは川を遡上すると「街に戻れ」との警告文とカウントダウンタイマーが表示され、時間切れで行動可能な水域まで強制的に戻される。ヨットや漁船など他の船舶は操作不可能である。

## 続編

### マフィア II
続編である『Mafia 2』が2010年8月24日(北米時間)に発売された。PC、Xbox 360、プレイステーション3に対応。舞台は1945年と1951年のニューヨークとサンフランシスコをモデルとした架空の都市であるエンパイア・ベイ。主人公がマフィアになるまでの過程が描かれている。2020年にはリマスター版が発売された。

### マフィア III
シリーズ第3弾の『マフィア III』が2016年11月28日に発売された。PlayStation 4、Xbox One、PCに対応。舞台は1968年のニューオリンズをモデルにした架空の街のニューボルドー。主人公がマフィアに復讐する物語が描かれている。2020年にはリマスター版が発売された。

### マフィア：オリジン ～裏切りの祖国
原題は『Mafia: The Old Country』(直訳はマフィア: 故国)。シリーズ第4弾となる本作は2024年8月21に発表された。2025年発売予定。舞台はマフィア発祥の地であるシチリアで、時代設定は1900年代。歴代作品では初めてアメリカ以外を舞台としており、また過去作品よりも遡った時代を描いている。

## リメイク
2020年9月に本作をフルリメイクした『マフィア コンプリート・エディション』(Mafia:DE)がPlayStation 4、Xbox One、steamで発売された。同時に『Mafia 2』『マフィア III』のリマスター版を加えたシリーズ3作セット『マフィア トリロジーパック』も発売となっている。本作についてはグラフィックが高精細で完全に作り直されている他、システムの一部変更、キャラクターの人物像の掘り下げなどが行われた。物語は大筋では本作を踏襲しているが、キャラクター設定の掘り下げにより展開が一部異なっている。

## 参照
1. ↑  マフィア-4gamer.netより。
2. ↑  西尾ゆきの海外ゲームレポート
3. ↑  ECH Gaming (2024-08-21), (How To Get A Boat In) Mafia: Definitive Edition | 1930's GarWood Speed Boat 2025年7月14日閲覧。
4. ↑  『マフィア：オリジン ～裏切りの祖国』発売決定